# Tonneau

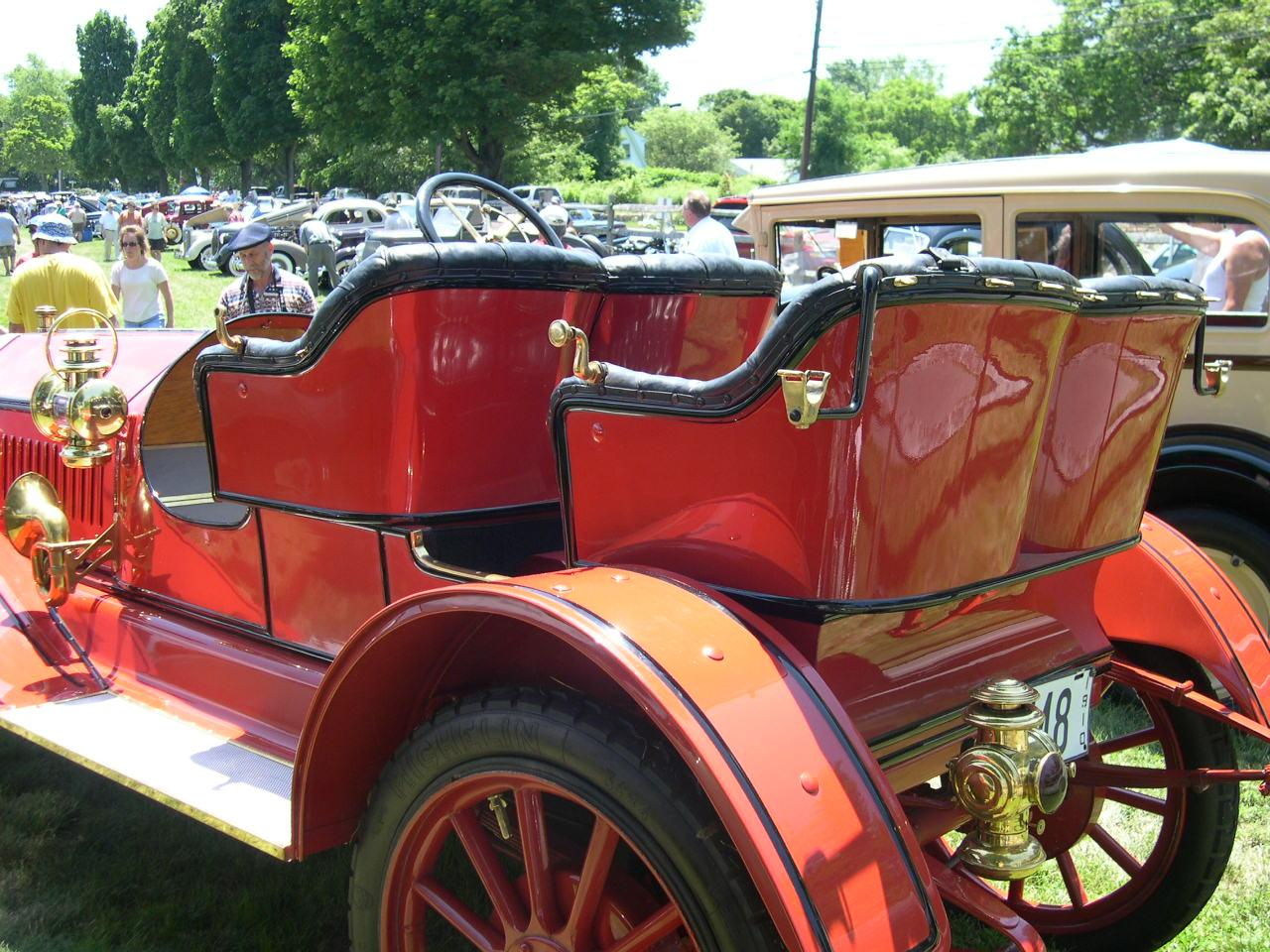
Buick tonneau de entrada lateral sin cubierta de lona (1910)

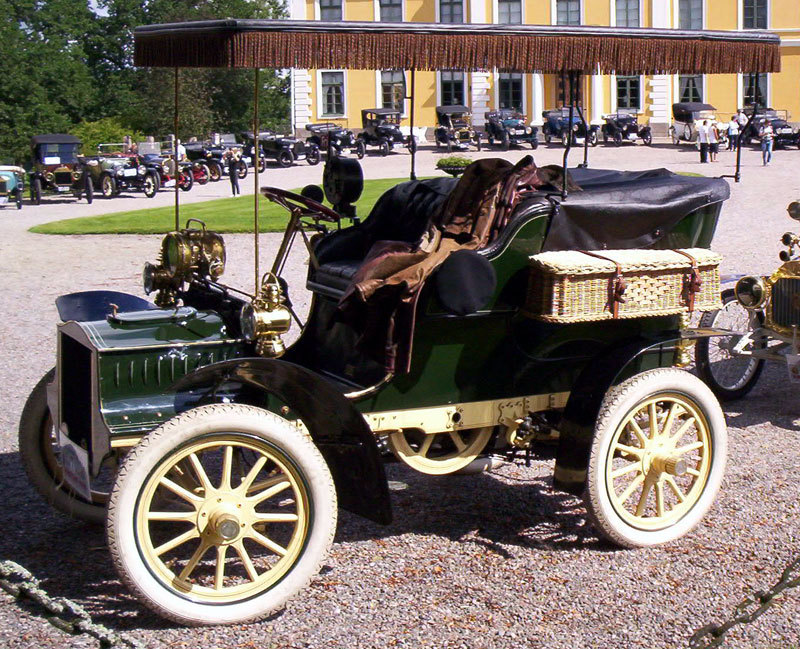
Cadillac Modelo C tonneau de entrada trasera con cubierta de lona (1905)

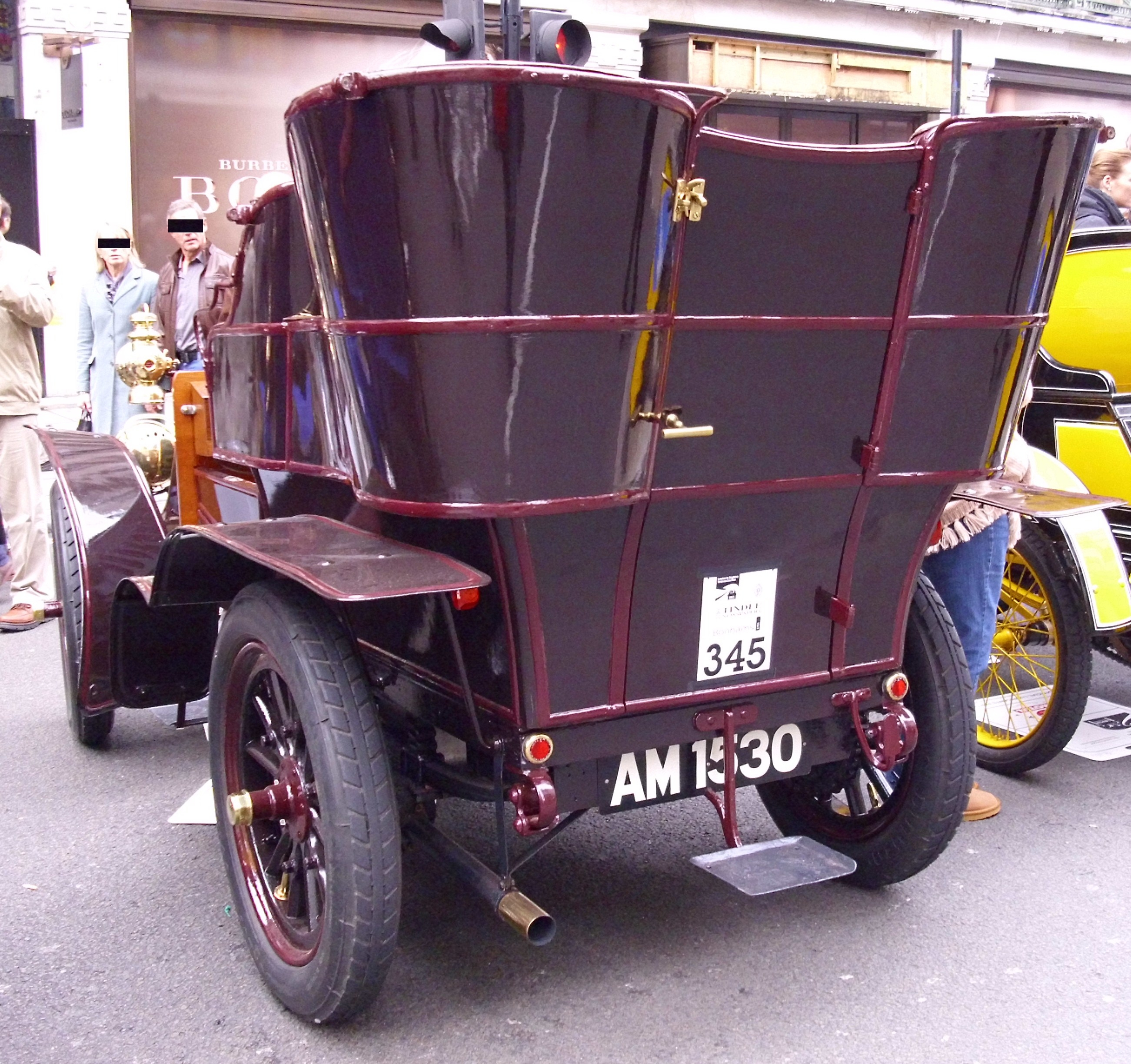
Sunbeam tonneau de entrada trasera (1903)

Un tonneau (la palabra francesa original pronunciada /tɔ.no/ significa "tonel") en la terminología del automóvil actual es un espacio de un coche o camión abierto en su parte superior, utilizado para el transporte de pasajeros o de carga.
Así mismo, se denomina cubierta del tonneau o también simplemente tonneau a un cierre más o menos duro o flexible que se usa para cubrir los asientos de los pasajeros que no están ocupados en un descapotable o convertible, o la plataforma de carga en una camioneta. Las cubiertas rígidas se abren mediante un mecanismo de bisagra o plegado, mientras que las cubiertas blandas se abren enrollándolas.
La cubierta del tonneau también oculta y/o cubre la carga. Cuando se despliega la cubierta, mantiene la carga protegida del sol y proporciona cierta seguridad adicional al ocultar los elementos personales fuera de la vista.

## Origen
Originalmente, se denominaba tonneau a la parte trasera del habitáculo de un automóvil cuando estaba abierta y presentaba un contorno redondeado, que recordaba al de un tonel. Por extensión, el término pasó a aplicarse a un estilo de carrocería que incorpora un compartimento trasero descubierto. La palabra es de origen francés, y significa "tonel" o "barril".

### Tonneau de entrada trasera
Los primeros tonneaus normalmente tenían una puerta con bisagras orientada hacia atrás, pero pronto se introdujeron puertas laterales simples y dobles. La empresa Peerless fabricó el primer tonneau de puerta lateral de los Estados Unidos, y otros constructores siguieron su idea rápidamente.[cita requerida]
Cuando la calle estaba embarrada o sucia, el automóvil podía retroceder hasta colocarse perpendicularmente a la calzada para que los pasajeros del tonneau pudieran salir directamente a la acera.

## Coches de carreras
Los primeros automóviles de turismo de carrocería abierta utilizaban cubiertas de lona para proteger los asientos traseros desocupados. Ya en la década de 1930, los lakes racers (un tipo de coches de carreras construidos a partir de vehículos de serie) en busca de una ventaja competitiva extra, recuperaron directamente una página de la historia de la construcción de los primeros automóviles y desnudaron las cabinas de sus convertibles, para vestirlas con lonas desmontables. Estas lonas cubrían las carlingas abiertas, que de otra manera perturbarían el flujo de aire y crearían un arrastre perjudicial; como resultado, los coches equipados con cubiertas tonneau eran más rápidos para una potencia dada.

## Coches deportivos

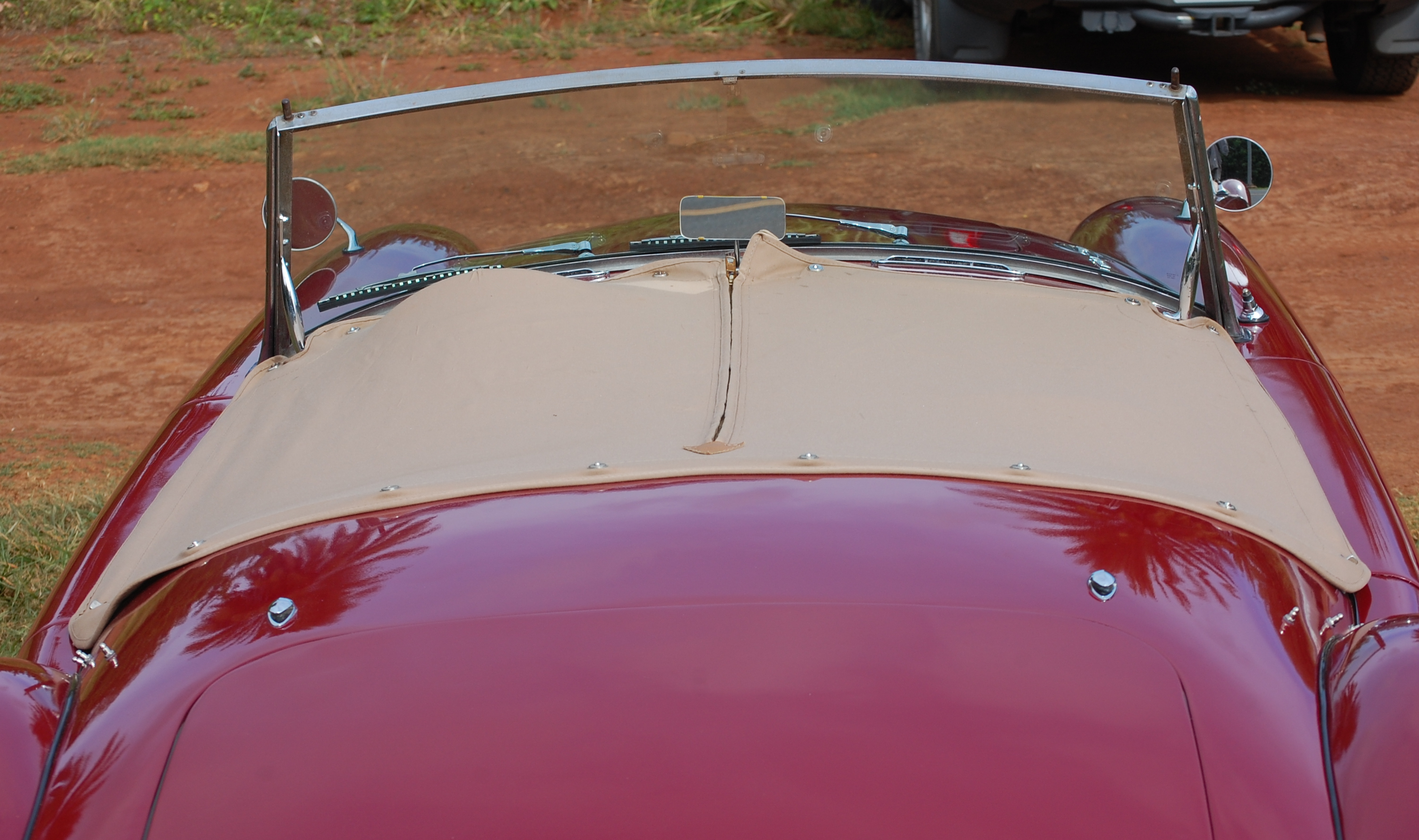
Cubierta tonneau en un MGA

Las cubiertas tonneau están disponibles para automóviles deportivos abiertos como el Porsche Boxster, MG A, Triumph y Austin-Healey. Estas cubiertas, a menudo hechas de cuero natural o artificial, cubren todo el compartimiento de pasajeros, y se cierran con cremallera para que el asiento del conductor se pueda destapar, mientras que el resto del interior permanece cubierto. Las fundas tonneau se pueden usar en lugar de las capotas duras o blandas en los convertibles.

## Turbulencias
A medida que el aire recorre el parabrisas a una determinada velocidad, se crean turbulencias cuando desciende en cascada e incide fuera de la cabina, pudiendo generar un zumbido. Este fenómeno se relaciona con la aeroelasticidad, y puede ser muy molesto. Una cubierta de lona reduce el ruido a cualquier velocidad. El calor producido por la calefacción se pierde cuando la turbulencia hace que se intercambie el aire caliente del habitáculo por el aire ambiente más frío. Una cubierta de tonneau es capaz de retener el calor y proteger al conductor de la exposición a los rayos ultravioleta.

## Uso en camiones y estilos

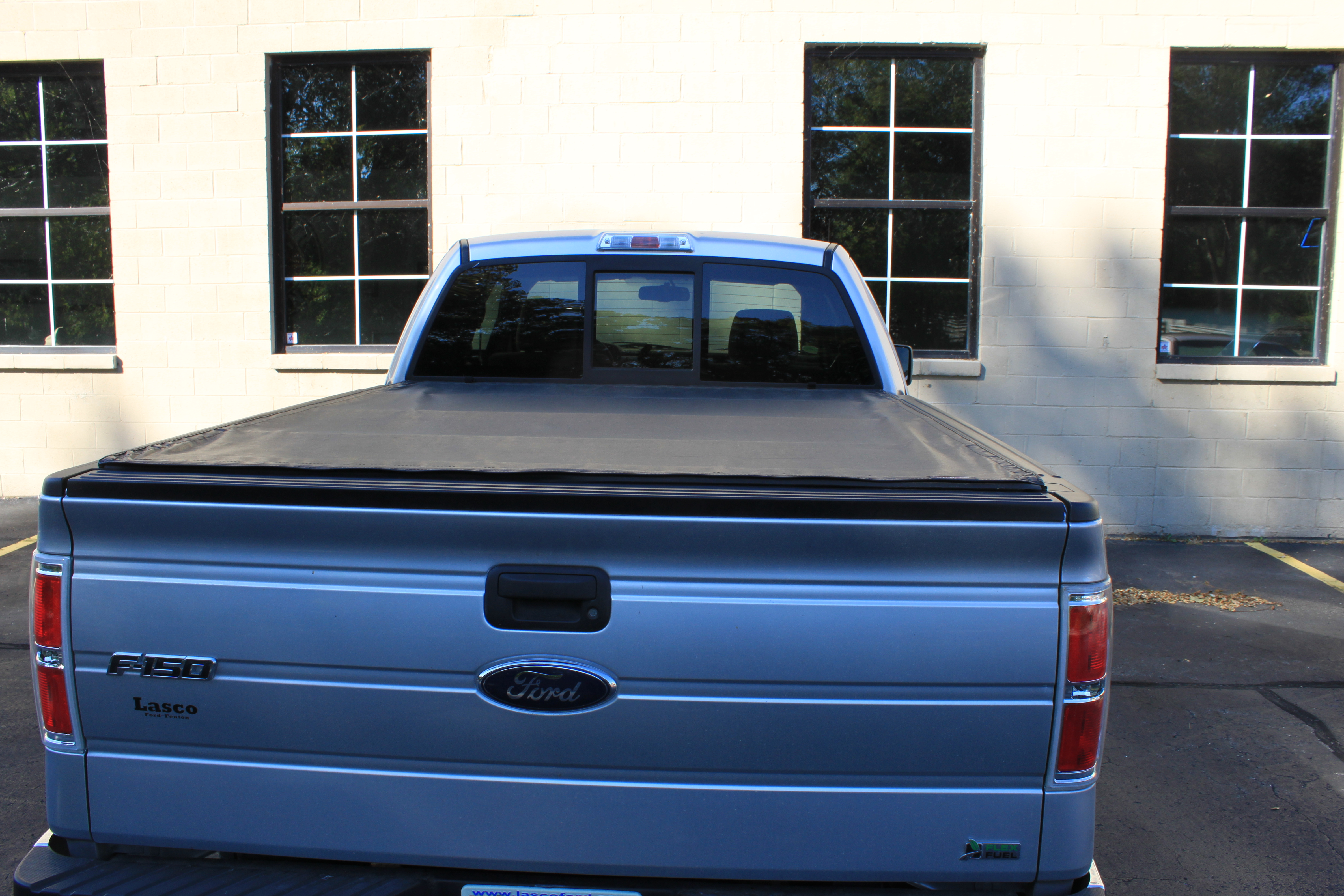
Cubierta tonneau en una camioneta

Las cubiertas tonneau se utilizan en vehículos utilitarios y camionetas para cubrir y asegurar la plataforma del camión, y están disponibles en una gran variedad de estilos.
El estilo más común es el tonneau enrollable hecho de tela o vinilo, que utiliza una estructura en forma de costilla para sostener la tela y mantenerla tensa. También se usa un sistema basado en broches, pero se ha vuelto menos común debido a que los propietarios de camiones no desean instalar los broches en su vehículo, ya que generalmente requieren perforación o adhesivo permanente. Los tonneaus enrollables se abren desenrollando la cubierta hacia la cabina del camión. Las cubiertas rígidas enrollables de lona son más firmes que las cubiertas enrollables normales. Están hechas de una pared de listones de aluminio individuales, cubiertos con vinilo suave. En la posición desenrollada, estos listones de aluminio forman una cubierta dura de aluminio, que no solamente cubre la carga situada dentro de la plataforma, sino que también puede soportar cargas de hasta 400 libras sobre ella.
Otro estilo de cubierta del compartimento de carga de un camión es una unidad retráctil, que se monta en la parte frontal y en los costados y se enrolla o retrae desde el portón trasero hacia la cabina. El tonneau retráctil está normalmente hecho de vinilo, plástico o aluminio. Los modelos retráctiles son más seguros que las cubiertas blandas, ya que generalmente se pueden bloquear más eficazmente y están fabricados de un compuesto más duro, pero requieren más tiempo para colocarse y están diseñadas para una instalación semipermanente.
Las cubiertas de fibra de vidrio, plástico duro o de aluminio también son comunes. Algunas pueden pintarse para coincidir con el color del camión, son de construcción sólida y se pueden bloquear. Estas cubiertas son generalmente pesadas y requieren mecanismos de aire comprimido para ayudar a abrirlos y a cerrarlos. Funcionan como el capó de un vehículo, generalmente abriéndose desde el extremo del portón trasero del compartimiento de carga (de atrás hacia adelante). Algunos tienen múltiples compartimentos que se abren de adelante hacia atrás, de atrás hacia adelante, de lado a lado, o incluso se elevan verticalmente. Las cubiertas de lona, fibra de vidrio, plástico duro o aluminio a veces se instalan como una opción de fábrica en vehículos nuevos.

## Mitos
Muchos vendedores afirman que las cubiertas de lona reducen el consumo porque hacen que el camión sea más aerodinámico. Sin embargo, las corrientes de aire crean una estela en el interior de la camioneta, lo que ayuda a la aerodinámica. Una cubierta de lona interfiere con esta estela, y pruebas científicas han mostrado poca o ninguna mejora en el consumo al usar una cubierta de lona viajando a menos de70 mph (110 km/h). Se aprecia un efecto similar cuando el portón trasero está bajado y el consumo de combustible aumenta.

## Otros usos

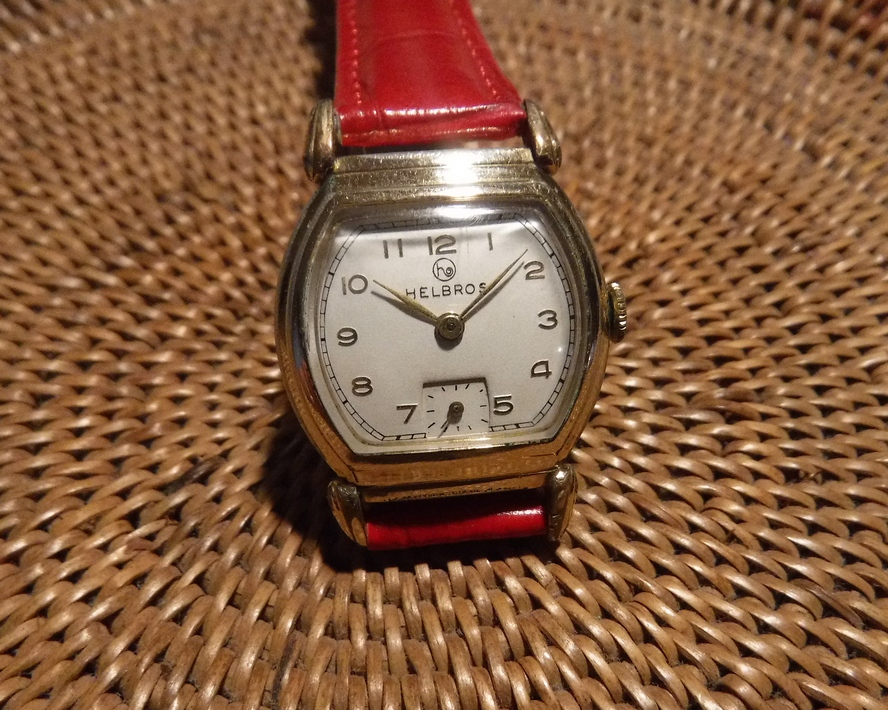
Un reloj Helbros con caja Tonneau de mediados del.

La "carcasa Tonneau" se usa para describir un tipo de caja de reloj, con los lados redondeados y abombados que se asemejan a la silueta de un tonel o barril.